# Весняні води (фільм)
«Весняні води» (англ. Torrents of Spring) — драматичний фільм 1989 року, створений режисером Єжи Сколімовським за однойменною повістю І. С. Тургенєва. У головних ролях Тімоті Гаттон, Настасія Кінскі та Валерія Голіно. Фільм-учасник основної конкурсної програми 42-го Каннського кінофестивалю.

## Сюжет
Дія відбувається 1840 року у Франкфурті та його околицях. Російський дворянин Дмитрій Санін, повертаючись з Італії, випадково знайомиться в Німеччині з 19-річною красунею Джеммою, дочкою кондитера. Пара збирається одружитися, й Санін вирішує продати свої землі в Росії й перебратися до Німеччини. Раптом він зустрічає свого шкільного товариша Іпполіта Полозова, дружина якого, дочка купця-мільйонера, 22-річна красуня Марія Миколаївна Полозова, бажає придбати маєток. Перебуваючи у шлюбі, фактично вона живе незалежно від чоловіка й дотримується принципів вільного кохання. Познайомившись з Саніним, вона поступово обплутує його своїми чарами й робить своїм коханцем. Санін пориває з Джеммою, та по рабському закоханий слідує за Марією та її чоловіком до Венеції.

## У ролях
| Актор               | Роль                      |
| ------------------- | ------------------------- |
| Настасія Кінскі     | Марія Миколаївна Полозова |
| Тімоті Гаттон       | Дмитрій Санін             |
| Валерія Голіно      | Джемма Розеллі            |
| Вільям Форсайт      | Іпполіт Полозов           |
| Урбано Барберіні    | барон фон Дангоф          |
| Франческа Де Сапіо  | мати Джемми               |
| Жак Ерлен           | Панталеоне                |
| Антоніо Кантафора   | Ріхтер                    |
| Крістіан Дотторіні  | Еміліо                    |
| Єжи Сколімовський   | Віктор Вікторович         |
| Марінелла Анаклеріо | Луїза                     |
| Алексія Корда       | мадам Штольц              |
| Серж Спіра          | доктор Паст               |
| Олена Щапова        | епізод                    |